# إميل كارتيلهاك
إميل كارتيلهاك (بالإنجليزية: Émile Cartailhac)‏ (15 فبراير 1845 في مارسيليا - 26 نوفمبر 1921 في جنيف) مختص في دراسة المغارات، وعالم آثار، وعالم إنسان، ومؤرخ، وأمين متحف من فرنسا.

## الجوائز
- Prestwich Medal [الإنجليزية]‏
- نيشان جوقة الشرف من رتبة ضابط